# Jamila Afghani

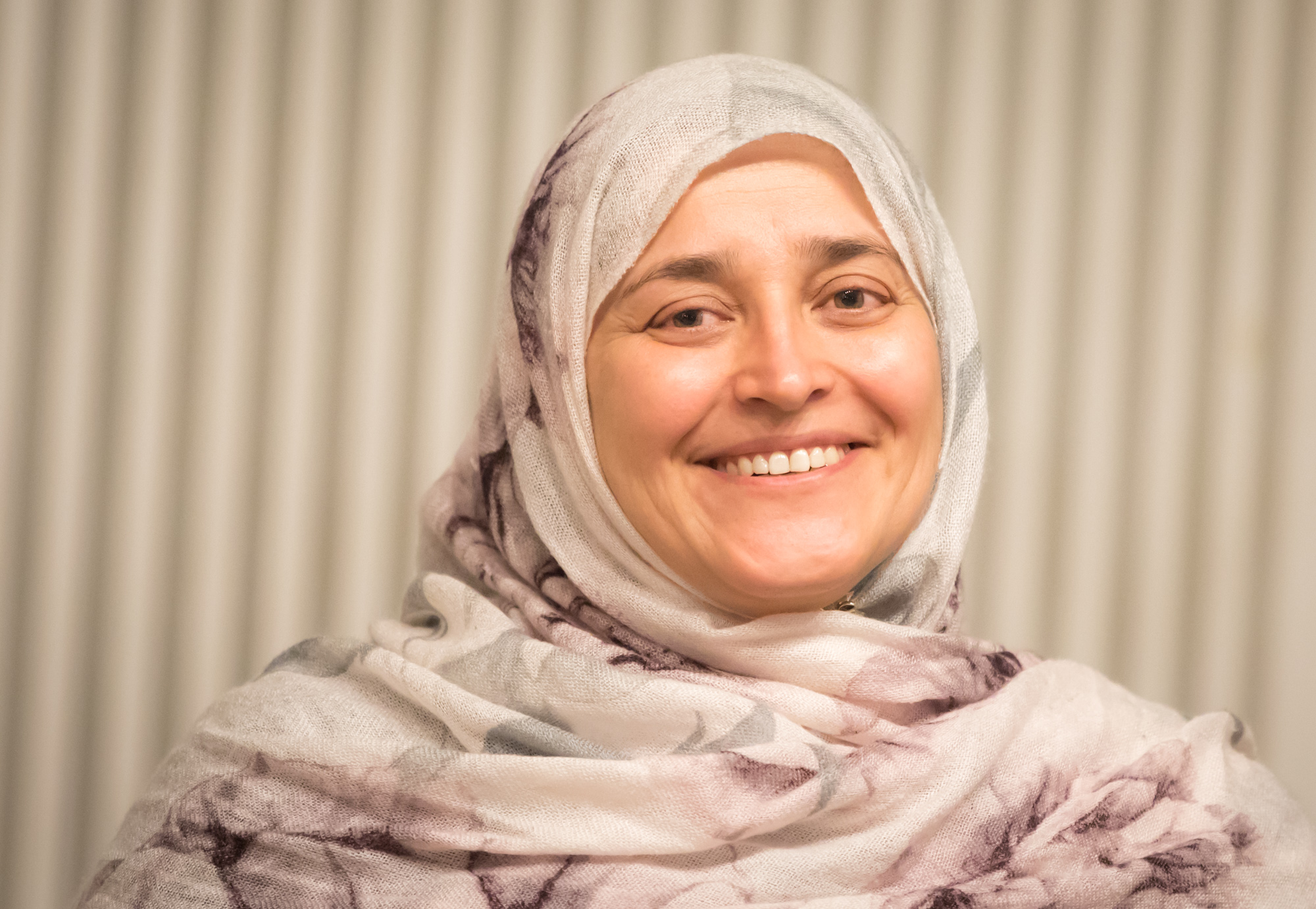
Jamila Afghani (2020)

Jamila Afghani (Kabul, 1976) è un'attivista afghana, fondatrice dell'ONG NECDO (Noor Educational and Capacity Devolpment Organization - Organizzazione Noor per l'Istruzione e lo Sviluppo delle Capacità) a Kabul in Afghanistan.

## Biografia
Jamila Afghani, dalla metà della anni '90, si è impegnata per i diritti delle donne e per l'istruzione dei bambini nel paese.
Per il suo lavoro di assistenza sociale nei campi profughi afghani in Pakistan e per svariati progetti educativi, ha ricevuto il Premio Tanenbaum Peacemaker in Action nel 2008 e il Premio Aurora per il risveglio dell'Umanità nel 2017. 
Dal 2015 è presidente della WILPF-Afghanistan (Women's International League For Peace And Freedoom - Lega Internazioanle delle Donne per la Pace e La Libertà).